# Alfred George Knudson
Alfred George Knudson, Jr. (Los Angeles, 9 de agosto de 1922 – Filadélfia, 10 de julho de 2016) foi um médico e geneticista estadunidense, especialista em genética do câncer. Dentre suas diversas contribuições à área está a formulação da hipótese de Knudson em 1971, que explica os efeitos da mutação sobre a carcinogênese (o desenvolvimento do câncer).

## Formação
Obteve o bacharelado em 1944 no Instituto de Tecnologia da Califórnia (Caltech), o M.D. na Universidade Columbia em 1947 e o Ph.D. no Caltech em 1956. Recebeu uma bolsa Guggenheim de 1953 a 1954.

## Carreira e pesquisa
De 1970 to 1976 foi decano da Graduate School of Biomedical Sciences, University of Texas Health Science Center at Houston no Texas Medical Center. Foi afiliado ao Fox Chase Cancer Center em Filadélfia de 1976 até sua morte em 2016.

## Honrarias e prêmios
- 1998 Prêmio Lasker-DeBakey de Pesquisa Médico-Clínica.[5]
- 2005 AACR Award for Lifetime Achievement in Cancer Research
- 2004 Prêmio Kyoto[6]